# アルゴンキン族

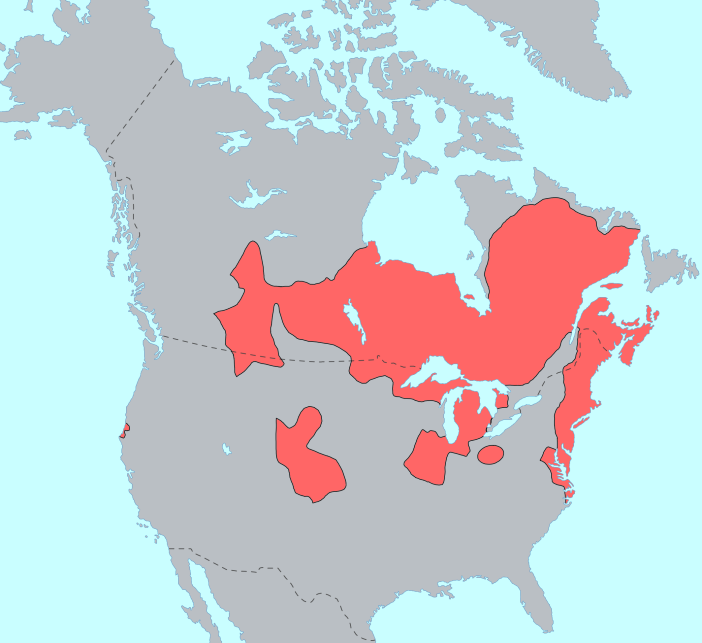
アルゴンキン族の元来の分布

アルゴンキン族（Algonquian peoples）またはアルゴンキアン族は北アメリカに居住するアルゴンキン諸語を母語とする民族の総称である。北アメリカの先住民族では最も人口が多いグループである。かつては数十万人の人口を数えたが、現在の人口は数千人である。

## 分布
北東はラブラドル南部から、カナダを西のロッキー山脈まで、アメリカ合衆国では、かつては大西洋沿岸地域を南はノースカロライナまで、内陸はケンタッキー州までを占めており、北は東のメイン州やノヴァ・スコシアでイロコイ語族の西の突出部を取り巻き、西は北のミネソタまでのびていた。

## 起源

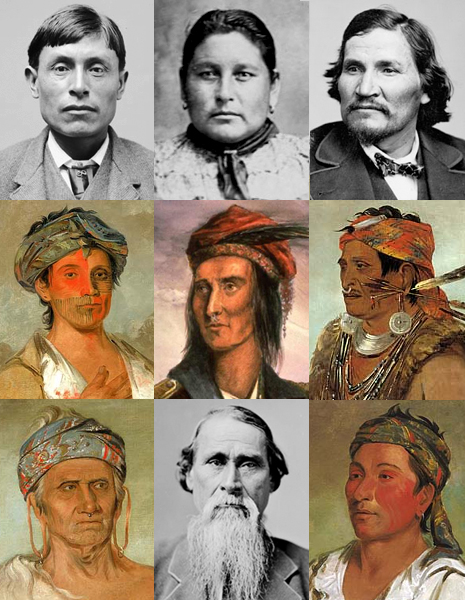
アルゴンキン語族のうちのショーニー族の肖像

バリー・フェルはアルゴンキン族をモンゴロイド（モンゴル族）とコーカソイド（ヨーロッパ人）の混血民族としており、西部ほどモンゴロイドの血が濃く、東部ほどコーカソイドの血が濃いという。その理由として紀元前にヨーロッパ方面から北アメリカに入植者があったとしている。アルゴンキアン族は、祖先が海を渡ってやってきたという伝承を持ち、ヨーロッパ地中海と共通する星座の概念を持つという。アルゴンキアン族のなかでも特に東部アルゴンキアン族は南ヨーロッパや地中海の人種に酷似しており、アルゴンキン諸語の特に東部の言語の語彙にはヨーロッパ起源のものが数多くみられるという。
遺伝子もこれを支持しており、アルゴンキン族にはハプログループX (mtDNA)とハプログループR (Y染色体)がある程度の頻度で見られる。ともに欧州、オリエントでよくみられるタイプである。

### 「エスキモー」とアルゴキン族
北米の北方に住む先住民族の総称として用いられてきた「エスキモー」はこの民族の言葉である。元は「かんじきを編む者」という意味だったが、時代が降るにつれて蔑称の意味合いを含む表現となった。
この蔑称を避ける為に現在はイヌクティトゥット語で「人」を意味する Inuk の複数形である「イヌイット」の呼称を用いることが一般的である。